# Поиск (военное дело)
Поиск — обобщающее название действий и мероприятий, основным результатом которых является обнаружение противника либо получение информации о нём.
В некоторых случаях термин поиск в военном деле может относиться к процессу обнаружения собственных военнослужащих попавших в критические ситуации (поисково-спасательная операция).

## Поиск противника

### Военно-воздушные силы
В ВВС поиск означает самостоятельный боевой вылет одного или группы летательных аппаратов с целью обнаружения воздушного или наземного противника с последующим уничтожением.

Самостоятельный поиск противника экипажи ведут с помощью бортовых радиолокационных средств и визуально. Поиск обычно организуется в тех районах и на тех высотах воздушного пространства, которые не просматриваются наземными РЛС. Для ориентировки экипажам может даваться по радио общая информация о воздушной обстановке: вероятное местонахождение противника, характер его действий, количество целей и т. п.— Перехват воздушных целей. Зарубежное военное обозрение. 5 апреля 2014 года.

### Военно-морской флот

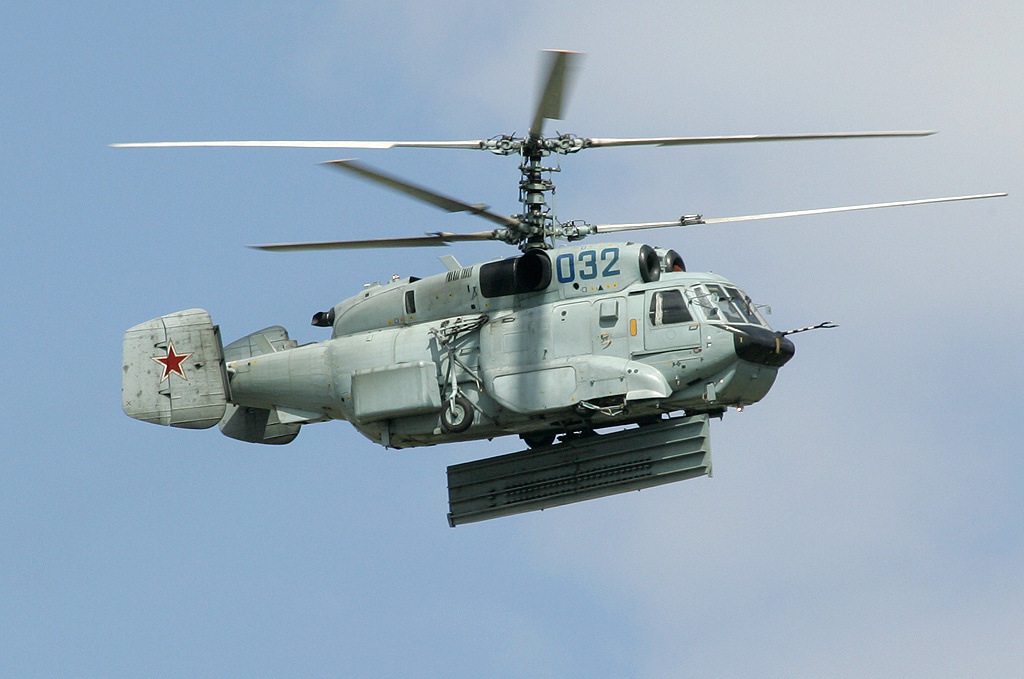
Вертолёт ДРЛО Ка-31.
РЛС опущена в положение для поиска надводных целей

В военно-морском флоте — один из основных способов разведки по обнаружению надводных кораблей, подводных лодок и позиций береговых войск противника, с последующей классификацией, опознаванием, слежением и уничтожением. Осуществляется надводными кораблями, подводными лодками и средствами морской авиации.
В связи с развитием средств радиолокационной разведки, на современном этапе первоначальную задачу по обнаружению в поиске кораблей противника, более успешно выполняет морская авиация ДРЛО (Дальнее радиолокационное обнаружение), представляющая собой вертолёты и самолёты оснащённые РЛС. Преимущество в обнаружении противника авиацией состоит в способности средств радиолокационной разведки обнаруживать цели за оптическим горизонтом, а также в расширении наблюдаемого оптического горизонта с подъёмом высоты.
Вертолёты базирующиеся на авианесущих кораблях и на кораблях имеющих вертолётную площадку, позволяют производить обнаружение как надводных кораблей с помощью РЛС, так и подводных лодок с помощью спускаемых на воду множества гидроакустических буев, которые своим излучением определяют месторасположение подводной лодки противника.
.

### ПВО

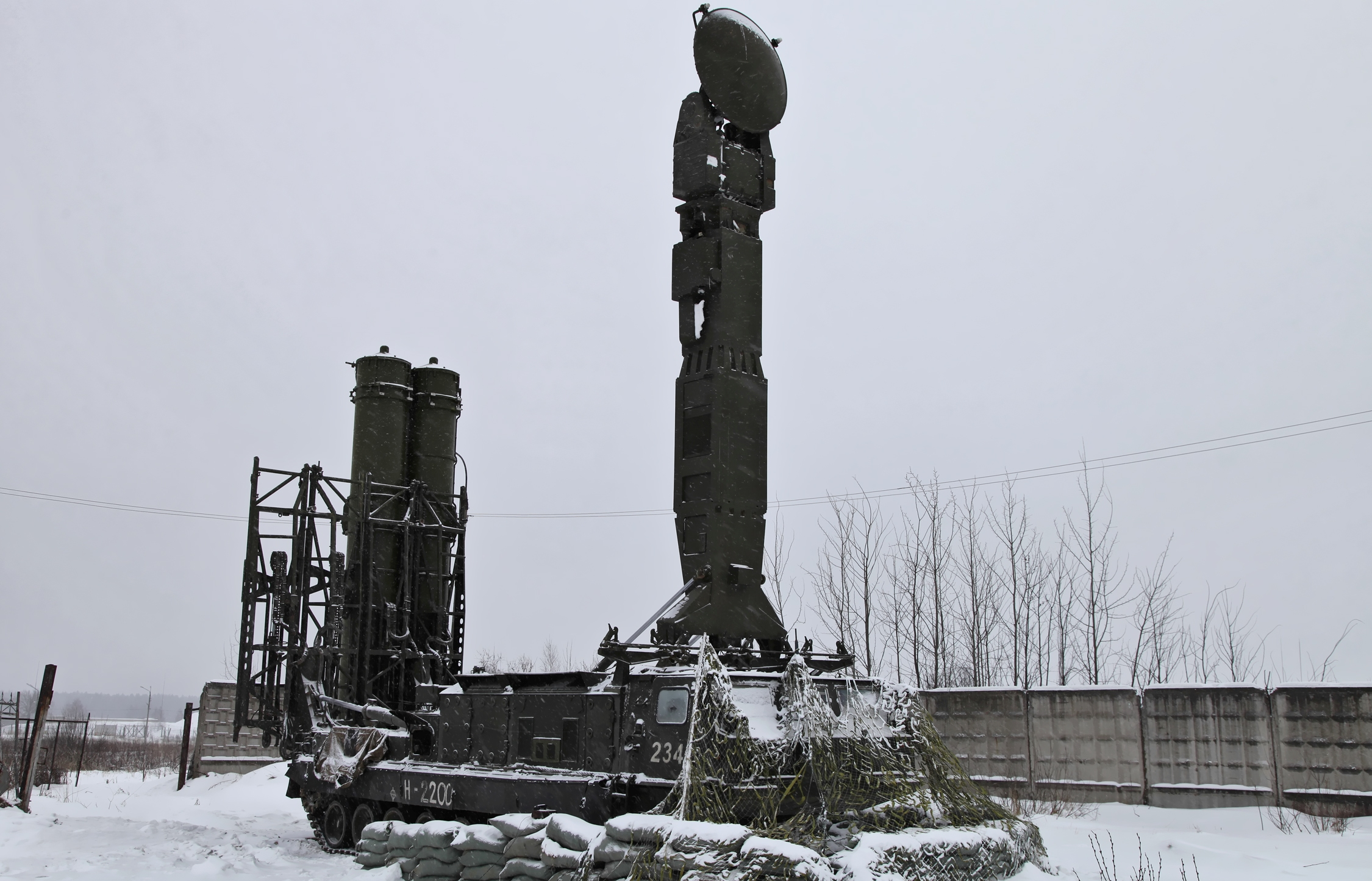
Пусковая установка 9А83 комплекса С-300В на боевом дежурстве.
РЛС поднята в положение для поиска воздушных целей

В войсках противовоздушной обороны — способ обнаружения летательных аппаратов противника с их опознаванием, определением координат (азимут и дальность) и параметров движения (высота, скорость и направление полёта). Применяемый способ (радиоизлучение и регистрации его отражения от объектов) — иначе называется радиолокационная разведка.
Поиск в войсках ПВО заключается в постоянном мониторинге воздушного пространства с помощью РЛС с целью обнаружения летательных аппаратов противника:

Обнаружение воздушных целей радиолокационными станциями осуществляется путём кругового поиска или поиска в назначенном секторе. После обнаружения цели немедленно производится её опознавание, определение состава и высоты полета— Боевой устав войск ПВО ВС СССР. Часть 10

### Радиотехническая разведка

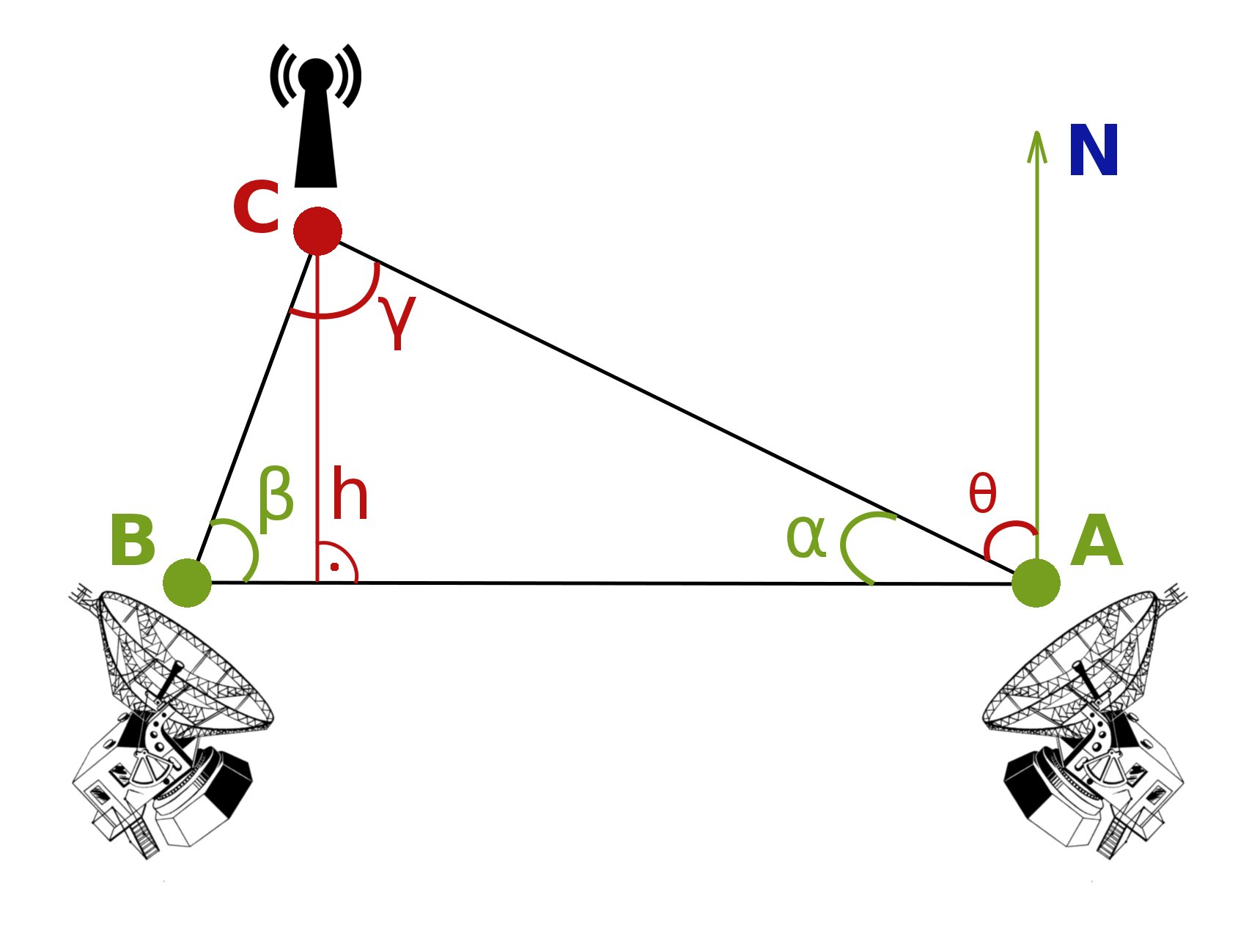
Поиск координат источника радиоизлучения противника методом триангуляции

Способ обнаружения радиосредств противника с определением их расположения и перехвата данных передаваемых противником по радиосвязи. Применяемый способ (радиопеленгация, дешифрование, прослушивание радиоэфира) — иначе называется радиотехническая разведка или радиоразведка.
Поиск заключается в прослушивании радиоэфира противника и определением координат радиосредств противника:

…Радиоразведка — это поиск в эфире работающих радиостанций противника, определение пеленгацией района их нахождения, перехват передаваемого ими материала, его перевод и обработка. Кажется, просто, но в огромном эфире надо найти нужную станцию, оценить её информативность, а уж потом следить за ней и не потерять. А слышно было многих. За счет переотражения радиоволн от горных пиков мы слышали и китайских военных, и иранских таксистов, и многих других. Каждое утро в разведотдел штаба армии отправлялось донесение с полученными за сутки данными о конкретных пунктах или районах дислокации бандформирований, их численности и вооружении, адреса подпольных исламских комитетов, данные о местах перехода бандами пакистанской или иранской границы, нахождение лагерей подготовки душманов в Пакистане…— "Золотое ухо" военной разведки. Михаил Болтунов
Следует учитывать что вопреки названию, радиотехническая разведка не имеет отношения к радиотехническим войскам, главная задача которых — ведение радиолокационного наблюдения над воздушным и надводным пространствами в интересах различных родов войск либо государственных организаций.
В вооружённых силах различных государств данный вид разведки может выполняться формированиями относящимися к войскам РЭБ, войскам связи, радиотехническим подразделениям сухопутных войск и т. д..
К примеру в ВС СССР соединения радиотехнической разведки подчинялись 6-му управлению ГРУ ГенШтаба СССР. В каждом приграничном военном округе  дислоцировалась одна отдельная радиотехническая бригада особого назначения (ортбр ОСНАЗ), в каждом из 4-х флотов ВМФ СССР — отдельный радиоотряд. На флотах отрядам подчинялись нескольких кораблей, оснащённых специальным оборудованием и сведённых в бригады. В составе общевойсковых и танковых армий, как правило, имелся отдельный радиотехнический полк ОСНАЗ, иногда кадрированный (для неприграничных объединений). Одновременно в составе каждой мотострелковой и танковой дивизии имелся отдельный разведывательный батальон, в штате которого была предусмотрена рота радиотехнической разведки (рртр), которая и должна была выполнять задачи радио- и радиотехнической разведки в интересах соединения:

…Говоря о радиобатальоне, нельзя не вспомнить и о ротах радио- и радиотехнической разведки 5-й, 108-й и 201-й мотострелковых дивизий. Руководство 6-го управления ГРУ понимало, что опыта ведения разведки ни у офицеров этих рот, ни у личного состава нет, и потому было принято решение разместить их рядом с радиобатальоном и пеленгаторными центрами. Так они скорее могли обрести боевой опыт. Что, собственно, и произошло, например, с радиоразведчиками 108-й мотострелковой дивизии. Через год она была переведена в Баграм и там успешно работала.— "Золотое ухо" военной разведки. Михаил Болтунов

### Пограничные войска
Поиск в пограничных войсках — это мероприятия по обнаружению и задержанию нарушителей государственной границы.
Для поиска нарушителей организуется поисковая группа, которая выполняет поставленную задачу путём активной проработки следов оставленных нарушителями, прочёсыванием местности, изучением местных предметов, опросом местных жителей и наблюдением за местностью.
Главными способами в поиске являются: преследование, блокирование, окружение. Для ведения поиска формируется боевой порядок войсковых сил и средств, в составе которого организуются группы прикрытия, группы блокирования, группы поиска а также подразделение авиационной поддержки (вертолётов) и создаётся резерв.

### Инженерные войска
В инженерных войсках — один из видов инженерной разведки, которая производится в условиях непосредственного соприкосновения с противником в случае если её невозможно провести наземным или воздушным фотографированием. Сводится к скрытному проникновению инженерной разведывательной группы, которая производит разведку инженерных мероприятий противника (минно-взрывные заграждения, противотанковые заграждения, фортификационные укрепления и т. д.). При инженерной разведке поиском допускается захват образцов инженерного вооружения

…Инженерный разведывательный дозор ведет разведку наблюдением, осмотром и поиском…

…Поиск производится в целях выявления мест расположения, характера и типа заграждений противника и уточнения мест, намеченных для проделывания проходов в них, изучения оборонительных сооружений и захвата образцов средств инженерного вооружения.— Тактическая разведка. Раздел "Инженерная разведка". Симонян Р.Г.

### Сухопутные войска

#### Поиск на нижнем тактическом звене
В Сухопутных войсках термин поиск или разведывательно-поисковые действия, для низового уровня тактических формирований взвод-отделение сводится к способу разведки, заключающийся исключительно в скрытном проникновении на позиции противника с целью пленения военнослужащих, захвата вооружения и документов.

#### Поиск на уровне воинских частей и соединений
На уровне формирований батальон—полк и бригада—дивизия в штатной структуре имеются подразделения боевого обеспечения и огневой поддержки, техническое оснащение которых позволяет производить комплексную инженерную разведку (в том числе инженерную разведку поиском), радиотехническую разведку и радиолокационную разведку для средств ПВО. На данном уровне понятие поиск в отличие от уровня взвод—отделение — существенно расширяется, поскольку обнаружение противника не ограничивается исключительно пленением военнослужащих и захватом образцов вооружения.
Более того радиолокационная разведка в Сухопутных войсках ведётся не только для обнаружения воздушных целей, но и наземных целей противника.
Радиолокационная разведка наземных движущихся целей — также является мероприятием по обнаружению противника. Оно позволяет обнаруживать как боевую технику противника на большом удалении, так и отслеживать по траектории выпущенных артиллерийских снарядов месторасположение огневых позиций противника, что является одним из элементов артиллерийской разведки для производства контрбатарейной стрельбы:

По способу ведения разведки и характеру решаемых задач станции разделяются на РЛС полевой артиллерии и РЛС разведки наземных движущихся целей.
РЛС полевой артиллерии предназначены для засечки огневых позиций стреляющих артиллерийских орудий, минометов и пусковых установок НУР противника, а также для корректирования огня своей артиллерии.— Американские РЛС разведки наземных целей
Радиолокационная разведка основана на аналогичных принципах (радиоизлучение и регистрации его отражения от объектов), как в войсках ПВО и сам процесс обнаружения противника и его огневых средств также именуется поиском:

…Эффективность ведения разведки наземных движущихся целей существенно зависит от характера местности в зоне поиска, так как для обнаружения цели необходимо наличие прямой видимости её с позиции РЛС…

…Станции способны сочетать поиск в широком секторе (90°) по азимуту с одновременным сопровождением нескольких целей на отдельном участке траектории полета, что достигается быстрым (через доли секунды) чередованием режимов работы…— Американские РЛС разведки наземных целей
В Сухопутных войсках ВС СССР нижним тактическим формированием, в котором надлежало иметь средства радиолокационной разведки, считалась рота:

Для ведения радиолокационной разведки в мотострелковой роте выставляются посты радиолокационной разведки наземных движущихся целей — Боевой  устав Сухопутных войск ВС СССР. Часть 2

#### Поиск в вооружённых конфликтах. Термины «прочёсывание» и «зачистка»
В годы Великой Отечественной войны в РККА появился термин «прочёсывание», который обозначал под собой осмотр лесных массивов цепью военнослужащих в целях обнаружения и уничтожения противника. Термин применялся в военном делопроизводстве. К примеру приложение к приказу командующего войсками 1-го Белорусского фронта от 19 мая 1944 года «О ликвидации банд УНА в тылу фронта» называлось «План операции по проверке населенных пунктов и проческе лесных массивов в тылу 1-го Белорусского фронта в целях выявления и ликвидации банд УНА». В годы Афганской войны термин «прочёсывание» использовался в советских войсках при проверке кишлаков. В годы чеченских войн в среде российских военных появился жаргонизм «зачистка», который по сути является синонимом прочёсывания и также обозначает поиск противника:

Термин «зачистка» возник в ходе ведения боевых действий российскими войсками в Чеченской Республике и подразумевал под собой осмотр населенных пунктов. В Толковом словаре русского языка С. И. Ожегова такого слова нет. Это значит, что оно является нелитературным и от его употребления целесообразно отказаться. Лучше использовать, как в годы Великой Отечественной войны, словосочетание «проверка населенных пунктов». Чтобы определиться в терминах «поиск», «прочесывание», «проверка населенных пунктов», предлагается под ними подразумевать:
* поиск (при ведении контрдиверсионных действий) — один из способов ведения контрдиверсионных действий, заключающийся в тщательном осмотре местности и находящихся на ней местных объектов, населенных пунктов (населенного пункта) в целях обнаружения и уничтожения десантно-диверсионных сил (ДДС) противника и незаконных вооруженных формирований (НВФ). Поиск может быть сплошным и выборочным:
* сплошной поиск — разновидность поиска, когда осматривается вся местность и находящиеся на ней местные объекты, все населенные пункты (весь населенный пункт) в назначенном для поиска районе (населенном пункте);
* выборочный поиск — разновидность поиска, когда осматривается часть местности и местных объектов, часть населенных пунктов (населенного пункта) в назначенном для поиска районе,
* прочесывание — тщательный осмотр местности, на которой велись боевые действия, в целях обнаружения спрятавшегося противника, раненых и убитых, а также сбора оставшегося после боя оружия и боеприпасов. Прочесывание района осуществляется после уничтожения противника в этом районе цепью военнослужащих с интервалом между ними на закрытой местности до 10 м, открытой - до 20 м, проверка населенных пунктов (населенного пункта) — тщательный осмотр объектов (жилые, административные, промышленные, подземные и др.) в населенных пунктах в целях обнаружения, захвата или уничтожения противника.— «Вестник Военной академии Республики Беларусь»
Согласно заключению филологов, сутью термина «зачистка» применявшегося российскими военнослужащими на Северном Кавказе является «действия федеральных войск, направленные на поиск боевиков, оружия, боеприпасов».
Согласно Боевому уставу Сухопутный войск ВС РФ, при участии войск в вооружённых конфликтах в понятие «поиск» («поисковые действия») входят действия подразделений по осмотру (обследованию) местности и населённых пунктов в целях обнаружения, окружения и задержания (уничтожения) противника. При этом поиск может осуществляться как предварительным блокированием района, так и без него:

Поиск — действия подразделений по осмотру (обследованию) местности в целях обнаружения и задержания (уничтожения) нарушителей. Он может проводиться в блокированном (прикрытом) районе односторонним движением групп в сторону выставленных заслонов; встречным движением групп; движением групп по отдельным направлениям или к центру блокированного района.— Боевой устав Сухопутных войск Вооружённых сил Российской Федерации
По опыту боевых действий в Афганистане, Дагестане и Чечне методы проведения поиска, выполняемые разведывательно-поисковыми группами, главным образом различаются маршрутами продвижения которые зависят от ландшафта, формы и протяжённости обследуемого района.

## Поисково-спасательные действия
Поисково-спасательные действия или спасательная операция — военный термин, обозначающий мероприятия направленные на спасение и эвакуацию экипажей потерпевших бедствие летательных аппаратов и плавательных средств а также военнослужащих попавших в чрезвычайные условия природного или техногенного характера (наводнение, пожар, оползень, снежная буря, дезориентация в малонаселённой местности и т. д.) либо пропавших без вести при ведении боевых действий.

### Организация
В вооружённых силах многих государств, существуют специализированные штатные формирования образующие Поисково-спасательную службу рода войск (ПСС).

В задачу ПСС входит обнаружение военнослужащих попавших в критическую ситуацию, их спасение и эвакуацию, оказание первой медицинской помощи.

Чаще всего данный вид служб характерен для следующих родов войск:
- Военно-морской флот[3]
- Военно-воздушные силы[3]
- Войска гражданской обороны

К примеру в структуре ВВС США существует Спасательно-Координационный Центр ВВС США (англ. United States Air Force Rescue Coordination Center), задачей которого является координация действий по спасению терпящих бедствие летательных аппаратов ВВС США.

В структуре ВМФ США существует Поисково-спасательная служба авиации ВМС США, задачами которого является спасение экипажей самолётов и вертолётов, потерпевших крушение над морем. Организационно она представлена 5 специальными спасательными вертолетными эскадрильями (по состоянию на 1983 год):
- 3 — на Тихоокеанском побережье;
- 1 — на Атлантическом побережье;
- 1 — на побережье Мексиканского залива.

В каждой из них 20 и более машин различных типов (Си Кинг, Си Найт, Ирокез). Подобные формирования комплектуются обученными военнослужащими, способными оказать спасение утопающих на воде (пловцы-спасатели). 

Для организации поисково-спасательных действий при поиске экипажей терпящих бедствие кораблей, как правило используются все доступные средства авиации и корабли.

### Особенности поисково-спасательных действий вВВСна войне
Большую сложность имеет организация поисково-спасательной службы (ПСС) в условиях ведения боевых действий.

Особое значение это имеет для ВВС, поскольку кроме морального аспекта, имеется и сугубо материальный: стоимость подготовки лётчика, сопоставима со стоимостью самого летательного аппарата.
В основном это касается спасения экипажей самолётов и вертолётов, которые были сбиты огнём средств ПВО над территорией контролируемой противником, так как они находятся в большей опасности.
В таких случаях сложность в проведении поисково-спасательных действий сопряжена со следующими сложностями:
- угроза формированиям ПСС от средств ПВО противника;
- угроза от наземных сил противника;
- радиопротиводействие противника[22];
- сложность в поиске членов экипажа, которые вынуждены сохранять скрытность местоположения на территории противника.

К примеру в ходе Афганской войны, во всех авиационных частях ОКСВА было организовано поисково-спасательное обеспечение (ПСО), которое представляло собой дежурное вертолётное звено со стрелковым отделением на борту. 

При боевой тревоге, вертолётное звено ПСО вылетало в район крушения самолёта/вертолёта, вело визуальный поиск экипажа и организовывало их оперативную эвакуацию. Стрелковое отделение обеспечивало огневое прикрытие при наземной стадии эвакуации, а также вело наблюдение за местностью с воздуха при поиске терпящих бедствие экипажа.

…В группу поисково-спасательного обеспечения (ПСО) выделялось не менее двух пар вертолетов Ми-8МТ с обязательным прикрытием парой Ми-24.

Кроме того, для выполнения задачи ПСО выделялась парашютно-десантная группа (ПДГ) в составе 10-12 человек, способных оказать необходимую медицинскую помощь экипажу, терпящему бедствие…— Опасное небо Афганистана. Жирохов Михаил

### Поисково-спасательные действия вСухопутных войсках
В мирное время и в ходе боевых действий, иногда возникают ситуации когда необходимо организовать поисково-спасательную операцию применительно к военнослужащим формирований сухопутных войск, попавших в критическую ситуацию природного или техногенного характера. Также поисково-спасательная операция организуется для поиска уцелевших военнослужащих или их останков, чьё подразделение было уничтожено противником.
Примеры подобных поисково-спасательных действий:
- Поисково-спасательная операция по поиску 150 военнослужащих ВС Пакистана, оказавшихся под снежной лавиной 7 апреля 2012 года[25]
- Поисково-спасательная операция по поиску 13 военнослужащих 191-го отдельного мотострелкового полка ВС СССР, оказавшихся в окружении противника 2 марта 1984 года[26].
- Поисково-спасательная операция по поиску группы военнослужащих 80-й аэромобильной бригады ВС Украины, попавшей в засаду 14 октября 2014 года[27].